# Росс, Элбридж
Элбридж Бейкер Росс-младший (англ. Elbridge Baker Ross, Jr.; 2 августа 1909, Бостон — 13 сентября 1980, Сент-Питерсберг) — американский хоккеист, нападающий; бронзовый призёр зимних Олимпийских игр 1936 года.

## Биография
Учился в колледже Колби, играл в хоккей и баскетбол. Окончил колледж, далее выступал на любительском уровне. В составе сборной США по хоккею с шайбой завоевал бронзовую медаль зимних Олимпийских игр 1936 года. После карьеры игрока работал в телефонной компании New England Telephone & Telegraph Company инженером в течение 36 лет. Увлекался рыбалкой и фотографией.